# Пени Паркер
Пени Паркер (англ. Peni Parker) — супергероиня американских комиксов издательства Marvel Comics, представляющая собой альтернативную версию Человека-паука. Героиня изображается как 14-летняя ученица средней школы, которую удочерили тётя Мэй и дядя Бен после смерти её отца / опекуна. При помощи ментальной связи она управляет механическим костюмом под названием SP//dr, который построил её отец. Внутри костюма расположен радиоактивный паук, также разделяющий с Пени ментальную связь. 
Наибольшую известность Пени Паркер и SP//dr получили благодаря участию в анимационном фильме «Человек-паук: Через вселенные» 2018 года, где Пени озвучила Кимико Гленн.

## История публикаций
Пени Паркер и SP//dr были созданы сценаристом Джерард Уэем и художником Джейком Уайаттом и впервые появились в комиксе Spider-Verse Edge of Spider-Verse #5 в октябре 2014 года. По словам Уэя, SP//dr «состоит из трёх жизненно важных компонентов: пилота, машины и радиоактивного разумного паука, действующего как половина мозга, которая заставляет все это работать». История SP//dr была продолжена в комиксе Spider-Geddon Edge of Spider-Geddon #2 авторства Альберто Альбукерке.

## Биография

### Spider-Verse
Отец Пени был первым пилотом робота SP//dr, с помощью которого он защищал Нью-Йорк от преступности и других опасностей. После его загадочной смерти тётя Мэй и дядя Бен обратились к Пени с предложением стать новым пилотом SP//dr. Для этого её должен был укусить разумный радиоактивный паук, контролирующий часть костюма. Вскоре после укуса Пени стала новым защитником города. Пять лет спустя она сражалась с версией Мистерио из её вселенной, являющимся одержимым фанатом Пени. В дальнейшем Пени объединилась с версией Сорвиголовы из своей вселенной, чтобы сразиться с группой преступников, прежде чем к ней обратились Свин-паук и Старик Паук с предложением присоединиться к Армии пауков, чтобы сразиться с Наследниками.

### Spider-Geddon
После событий Spider-Verse Пени встретилась с девушкой по имени Адди Брок, которая поинтересовалась, действительно ли Пени пилотировала SP//dr. В то время как Пени проигнорировала вопрос Адди заявила, что Паркер не такая особенная, как ей кажется. Вернувшись домой Пени попыталась поговорить с Беном и Мэй о своей уникальности, но те уклонились от диалога. Во время улучшения веб-шутеров SP//dr, она заметила Адди и последовала за ней, обнаружив другой мехкостюм, похожий на SP//dr, только в чёрном цвете и работающий от символического двигателя под названием VEN#m. Пени разозлилась на своих тётю и дядю за то, что те умолчали о существовании другого робота. Когда кайдзюподобное существо по имени МОРБИУС начало истощать электроэнергию города, SP//dr последовал за ним, но быстро потерпел поражение. Чтобы победить МОРБИУСА, тётя и дядя Пени отправили VEN#m на бой с существом. Тем не менее, в процессе битвы произошёл сбой, в результате чего VEN#m обрёл разум и поглотил Адди, а вслед за ней прибывшую Мэй. SP//dr вступил в сражение с VEN#m, однако чёрный механический костюм одерживал верх, пока девушка не воспользовалась улучшенными веб-шутерами, но было слишком поздно, чтобы спасти Адди и Мэй. После битвы Пени и Бен провели душевный разговор, однако их прервал вновь прибывший Свин-паук, чтобы завербовать Пени для нового противостояния с Наследниками во время событий Spider-Geddon.

## Вне комиксов

### Телевидение
Пени Паркер появилась в качестве камео в мультсериале «Великий Человек-паук» (2012), в эпизоде «Возвращение в Паучью Вселенную: Часть 4» в качестве одного из нескольких Людей-пауков из альтернативных реальностей, которых Паук-волк захватил в заложники, чтобы выкачать их силы. Они были спасены «основным» Человеком-пауком, Малышом-арахнид и Женщиной-пауком.

### Кино
Пени Паркер и SP//dr появляются в анимационном фильме «Человек-паук: Через вселенные» (2018), где пени озвучила Кимико Гленн. Данная версия Пени изображена в стилистике аниме, представляя собой весёлую девушку, которая имеет склонность к поеданию конфет и закусок на работе. Сам SP//dr представляет собой цельную капсульную кабину, увенчанную куполообразным односторонним козырьком, внутри которого Пени открывается вид на окружающий мир в стиле HUD, в то время как снаружи отображаются различные электронные лица, используются придатки, управляемые магнитом, а в пальцах содержатся различные инструменты. Они прибывают во вселенную Майлза Моралеса вместе со Свином-пауком и Нуарным Человеком-пауком из-за махинаций Кингпина, после чего объединиться с другими «Людьми-пауками», чтобы вернуться в свои родные вселенные. Во время кульминации SP//dr был серьёзно повреждён Скорпионом, однако Пени удалось спасти радиоактивного паука внутри него, прежде чем вернуться в свою вселенную, чтобы восстановить SP//dr. 

### Видеоигры
- SP//dr является одним из игровых персонажей в Spider-Man Unlimited (2014).
- Пени Паркер и SP//dr появляются в Marvel: Contest of Champions (2014)[7].
- Пени Паркер - играбельный персонаж в Marvel Rivals.

### Товары
- Hasbro выпустила фигурку SP//dr из комиксов в линейке игрушек Marvel Legends[8].
- Также Hasbro выпустила отдельный набор Пени Паркер и Sp//dr из фильма «Человек-паук: Через вселенные» в рамках линейки игрушек, основанных на фильме[9].
- Good Smile Company выпустила миниатюрные фигурки Пени Паркер и SP//dr из фильма «Человек-паук: Через вселенные»[10].
- В 2022 году Пени Паркер и SP//dr стали частью карточной игры Marvel Champions: The Card Game[11].